# Kilometersteine an Gebirgspässen für Radfahrer
Kilometersteine an Gebirgspässen sind spezielle Kilometersteine, die Fahrradfahrer über ihre momentane Position bezüglich der Passhöhe informieren. Sie geben grundsätzlich Informationen in Fahrtrichtung des Gipfels an. In manchen Fällen ist die Beschriftung beidseitig und informiert somit auch Radfahrer, die bergab unterwegs sind. Kilometersteine an Gebirgspässen sind vor allem für Radfahrer hilfreich, die die Streckenführung nicht kennen. Allgemein helfen sie Radfahrern Erholungspausen zu planen oder sich Getränke und Nahrung einzuteilen. Aus Sicht der Institutionen, welche diese Beschilderung aufstellen, zum Beispiel die Generalräte der Départements in Frankreich, handelt es sich um eine Investition zur Förderung des Fahrradtourismus.

## Art der Information
Kilometersteine an Gebirgspässen enthalten immer ein Piktogramm eines Fahrrades oder Fahrradfahrers sowie die folgenden Standard-Informationen:
- Name des Gebirgspasses
- Höhe
- Entfernung zur Passhöhe
- Mittlere Steigung im folgenden Stück des Anstiegs

Je nach Gebirgspass finden sich zusätzliche Informationen wie zum Beispiel:
- Name und/oder Emblem der verantwortlichen Institution
- Nummer der Straße
- Höhe des Gebirgspasses
- Entfernung zu Dörfern oder Städten in der Nähe des Passes
- Seit Anfang des Anstieges zurückgelegte Strecke

Normalerweise sind diese Markierungen im Abstand von einem Kilometer aufgestellt. Die angegebene mittlere Steigung bezieht sich dann auf den nächsten Kilometer.

## Frankreich
Kilometersteine sind entlang sehr vieler Gebirgspässe in den französischen Pyrenäen und Alpen zu finden. Oft sind sie in ihrem Design den traditionellen französischen Kilometersteinen nachempfunden (weißer Block mit gelbem Oberteil).

## Gebirgspässe mit Kilometersteinen
Die folgende Tabelle enthält Pässe, von denen bekannt ist, dass sie mit Kilometersteinen für Radfahrer ausgestattet sind. Sollte ein Pass nicht enthalten sein, muss das nicht heißen, dass er nicht derart beschildert ist. Alle Kilometersteine zeigen die Standard-Informationen. Des Weiteren gibt die Tabelle die Genauigkeit der Steigung an. Zusätzliche Informationen und Embleme (falls vorhanden) werden in der Spalte Bemerkung erklärt.
| Name | Höhe   | Land       | Genauigkeit der Steigung | Beispiel und Datum | Bemerkung |
| --- | ------ | ---------- | ------------------------ | ------------------ | --- |
| Cime de la Bonette kurz über dem Col de la Bonette von Jausiers                                                       | 2802 m | Frankreich | 0,1 %                    | Sommer 2014        | Emblem links: Ähnlich zu dem von Jausiers; Emblem rechts: Provence-Alpes-Côte d’Azur; C1: Nummer der Landstraße; 2: Entfernung vom Start in Jausiers.                                       |
| Cime de la Bonette kurz über dem Col de la Bonette nach Jausiers Hier: Informationen für Fahrten bergab               | 2802 m | Frankreich | 0,1 %                    | Sommer 2014        | Emblem links: Ähnlich zu dem von Jausiers; Emblem rechts: Provence-Alpes-Côte d’Azur; C1: Nummer der Landstraße; 2: Entfernung vom Start in Jausiers.                                       |
| Cime de la Bonette kurz über dem Col de la Bonette von Saint-Étienne-de-Tinée                                         | 2802 m | Frankreich | 1 %                      | Sommer 2014        | Emblem links: Métropole Nice Côte d’Azur; Emblem rechts: Nationalpark Mercantour; M2205: Nummer der Straße; 77: Entfernung zum Startpunkt dieser Landstraße.                                |
| Cime de la Bonette kurz über dem Col de la Bonette nach Saint-Étienne-de-Tinée Hier: Informationen für Fahrten bergab | 2802 m | Frankreich | 1 %                      | Sommer 2014        | Emblem links: Métropole Nice Côte d’Azur; Emblem rechts: Nationalpark Mercantour; M2205: Nummer der Straße; bold 77: Entfernung zum Startpunkt dieser Landstraße.                           |
| Col de l’Iseran von Val-d’Isère                                                                                       | 2770 m | Frankreich | 1 %                      | Sommer 2015        | Auf der Seite befindet sich das Emblem von Savoie sowie die Nummer der Landstraße (D 902).                                                                                                  |
| Col de l’Iseran von Bonneval-sur-Arc                                                                                  | 2770 m | Frankreich | 1 %                      | Sommer 2015        | Auf der Seite befindet sich das Emblem von Savoie sowie die Nummer der Landstraße (D 902).                                                                                                  |
| Col Agnel von Château-Queyras                                                                                         | 2744 m | Frankreich | 0,1 %                    | Sommer 2014        | Emblem:Conseil général Hautes Alpes; 2744 m: Höhe des Gebirgspasses; In der rechten unteren Ecke befindet sich ein QR-Code.                                                                 |
| Col du Galibier von Valloire                                                                                          | 2642 m | Frankreich | 1 %                      | Sommer 2015        | Auf der Seite befindet sich das Emblem von Savoie sowie die Nummer der Landstraße (D 902).                                                                                                  |
| Col du Galibier vom Col du Lautaret                                                                                   | 2642 m | Frankreich | 0,1 %                    | Summer 2015        | Emblem:Conseil général Hautes Alpes; 2642 m: Höhe des Gebirgspasses; In der rechten unteren Ecke befindet sich ein QR-Code. In diesem Aufstieg fehlen eine Reihe von Schildern (Juli 2015). |
| Col d’Izoard von Briançon                                                                                             | 2360 m | Frankreich | 0,1 %                    | Sommer 2014        | Emblem:Conseil général Hautes Alpes; 2360 m: Höhe des Gebirgspasses; In der rechten unteren Ecke befindet sich ein QR-Code.                                                                 |
| Col d’Izoard von Guillestre                                                                                           | 2360 m | Frankreich | 0,1 %                    | Sommer 2014        | Emblem:Conseil général Hautes Alpes; 2360 m: Höhe des Gebirgspasses; In der rechten unteren Ecke befindet sich ein QR-Code.                                                                 |
| Col de la Cayolle von Barcelonnette                                                                                   | 2326 m | Frankreich | 1 %                      | Sommer 2014        | Emblem:Conseil général Alpes-de-Haute-Provence; D902: Nummer der Straße. |
| Col d’Allos von Barcelonnette                                                                                         | 2250 m | Frankreich | 1 %                      | Sommer 2014        | Emblem:Conseil général Alpes-de-Haute-Provence; D908: Nummer der Straße. |
| Col d’Allos von Colmars                                                                                               | 2250 m | Frankreich | 1 %                      | Sommer 2015        | Emblem:Conseil général Alpes-de-Haute-Provence; D908: Nummer der Straße. |
| Col du Tourmalet von Sainte-Marie-de-Campan                                                                           | 2115 m | Frankreich | 0,5 %                    | Sommer 2015        | Emblem: Conseil général Hautes-Pyrénées; 2115 m: Höhe des Gebirgspasses. |
| Col du Tourmalet von Luz-Saint-Sauveur                                                                                | 2115 m | Frankreich | 0,5 %                    | Sommer 2015        | Emblem: Conseil général Hautes-Pyrénées; 2115 m: Höhe des Gebirgspasses. |
| Col de Vars von Guillestre                                                                                            | 2109 m | Frankreich | 0,1 %                    | Sommer 2014        | Emblem:Conseil général Hautes Alpes; 2109 m: Höhe des Gebirgspasses; In der rechten unteren Ecke befindet sich ein QR-Code.                                                                 |
| Col de Vars von Jausiers                                                                                              | 2109 m | Frankreich | 1 %                      | Sommer 2014        | Emblem: Conseil général Alpes-de-Haute-Provence; D902: Nummer der Straße. |
| Col des Champs von Colmars                                                                                            | 2087 m | Frankreich | 1 %                      | Sommer 2014        | Emblem: Conseil général Alpes-de-Haute-Provence; D2: Nummer der Straße. |
| Col du Mont Cenis von Lanslebourg-Mont-Cenis                                                                          | 2083 m | Frankreich | 1 %                      | Sommer 2015        | Auf der Seite befindet sich das Emblem von Savoie sowie die Nummer der Landstraße (D 1006).                                                                                                 |
| Col de la Croix de Fer von Saint-Jean-de-Maurienne                                                                    | 2067 m | Frankreich | 1 %                      | Sommer 2015        | Auf der Seite befindet sich das Emblem von Savoie sowie die Nummer der Landstraße (D 926).                                                                                                  |
| Col de la Madeleine von La Léchère                                                                                    | 1993 m | Frankreich | 1 %                      | Sommer 2011        | Auf der Seite (auf dem Bild nicht zu erkennen) befindet sich das Emblem von Savoie sowie die Nummer der Landstraße (D 213).                                                                 |
| Col de la Madeleine von La Chambre                                                                                    | 1993 m | Frankreich | 1 %                      | Sommer 2015        | Auf der Seite befindet sich das Emblem von Savoie sowie die Nummer der Landstraße (D 213).                                                                                                  |
| Col du Glandon von La Chambre                                                                                         | 1924 m | Frankreich | 1 %                      | Sommer 2015        | Auf der Seite befindet sich das Emblem von Savoie sowie die Nummer der Landstraße (D 927).                                                                                                  |
| Col de la Couillole von Saint-Sauveur-sur-Tinée Hier: Informationen für Fahrten bergauf und bergab                    | 1679 m | Frankreich | 1 %                      | Sommer 2014        | M30: Nummer der Straße; 11: Entfernung vom und zum Start in Saint-Sauveur-sur-Tinée |
| Col du Mollard von Saint-Jean-de-Maurienne                                                                            | 1638 m | Frankreich | 1 %                      | Sommer 2015        | Auf der Seite befindet sich das Emblem von Savoie sowie die Nummer der Landstraße (D 110).                                                                                                  |
| Peyragudes von der Westseite des Col de Peyresourde                                                                   | 1620 m | Frankreich | 0,5 %                    | Sommer 2015        | Emblem: Conseil général Hautes-Pyrénées; 1620 m: Höhe des Gebirgspasses. |
| Col de Peyresourde von Armenteule                                                                                     | 1569 m | Frankreich | 0,5 %                    | Sommer 2015        | Emblem: Conseil général Hautes-Pyrénées; 1569 m: Höhe des Gebirgspasses. |
| Col du Télégraphe von Saint-Michel-de-Maurienne                                                                       | 1566 m | Frankreich | 1 %                      | Sommer 2015        | Auf der Seite befindet sich das Emblem von Savoie sowie die Nummer der Landstraße (D 902).                                                                                                  |
| Hourquette d’Ancizan von Payolle                                                                                      | 1564 m | Frankreich | 0,1 %                    | Sommer 2015        | Emblem: Conseil général Hautes-Pyrénées; 1564 m: Höhe des Gebirgspasses. |
| Hourquette d’Ancizan von Ancizan                                                                                      | 1564 m | Frankreich | 0,1 %                    | Sommer 2015        | Emblem: Conseil général Hautes-Pyrénées; 1564 m: Höhe des Gebirgspasses. |
| Col d’Aspin von Arreau                                                                                                | 1489 m | Frankreich | 0,5 %                    | Sommer 2015        | Emblem: Conseil général Hautes-Pyrénées; 1489 m: Höhe des Gebirgspasses. |
| Col d’Aspin von Sainte-Marie-de-Campan                                                                                | 1489 m | Frankreich | 0,5 %                    | Sommer 2015        | Emblem: Conseil général Hautes-Pyrénées; 1489 m: Höhe des Gebirgspasses. |

## Galerie zu Kilometersteinen an Gebirgspässen für Radfahrer

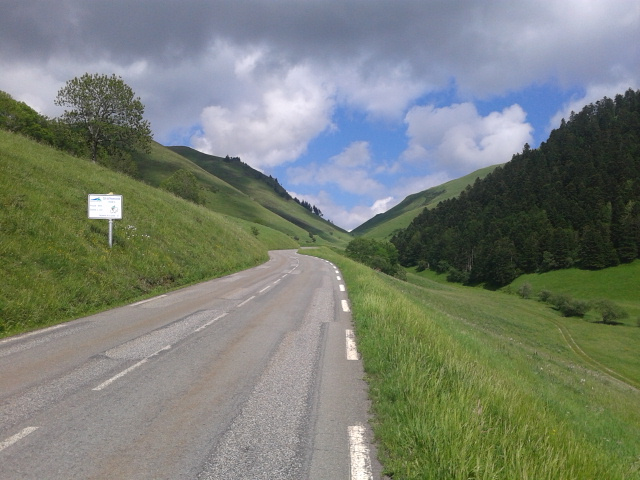
Die letzten beiden Kilometer des Col de Peyresourde im Anstieg von Armenteule mit dem vorletzten Kilometerstein links.
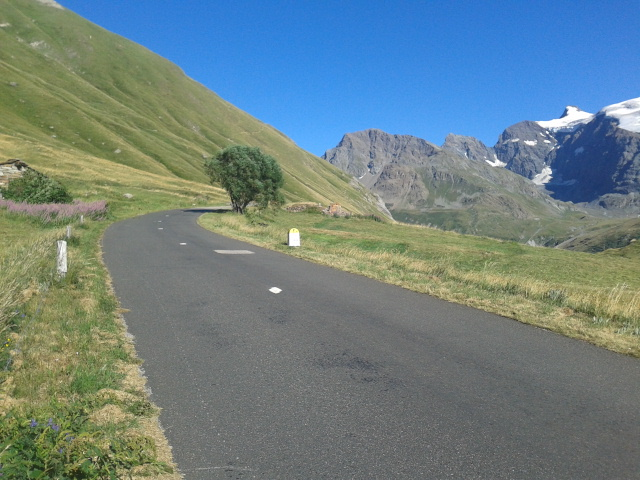
Passstraße des Col de l’Iseran im Anstieg von Bonneval-sur-Arc 8 km vor dem Gipfel in 2150 m Höhe mit dem Kilometerstein rechts.
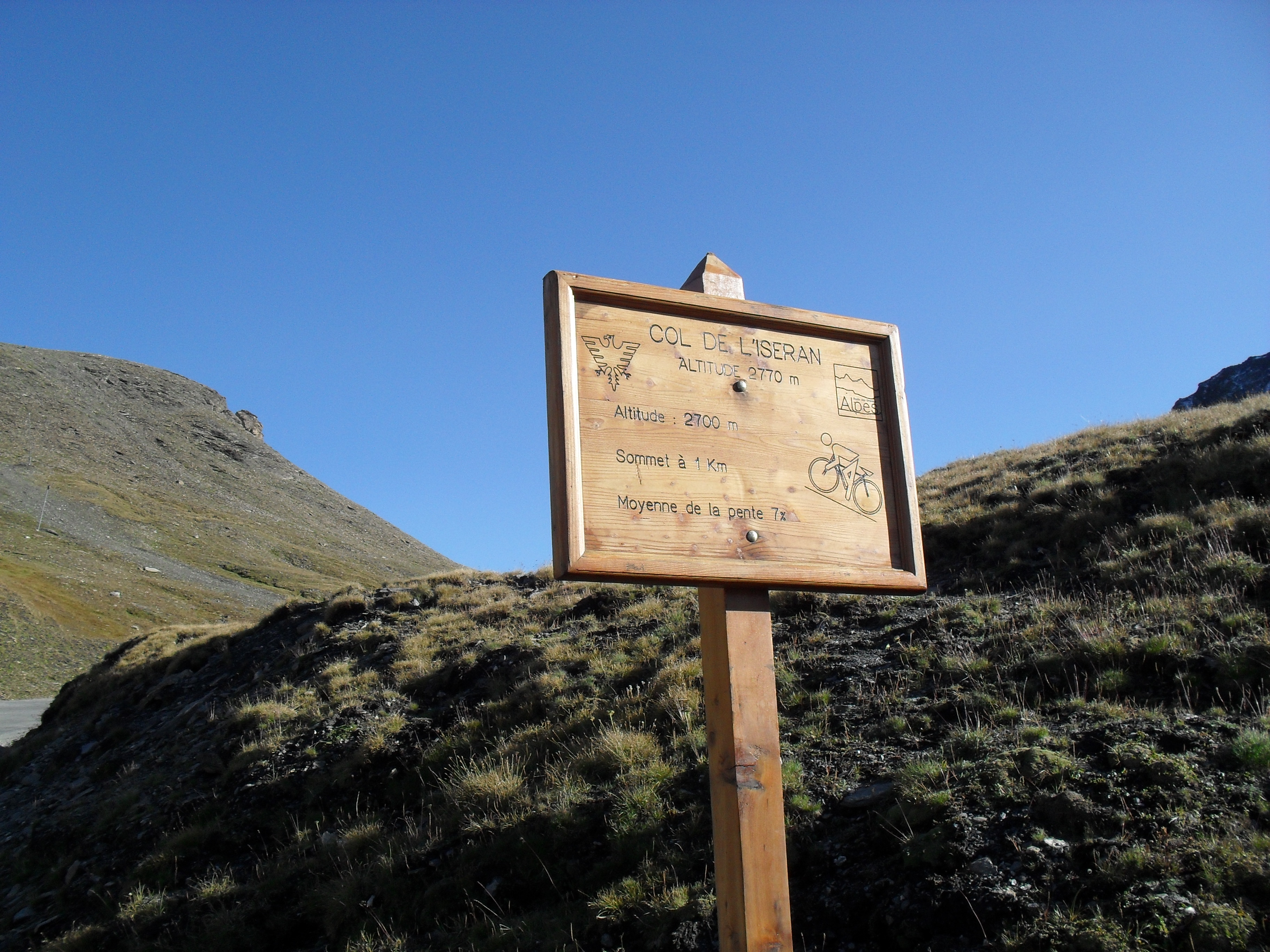
Ein nicht mehr verwendetes Design am Col de l’Iseran.